# Kwale
Kwale es una localidad de Kenia, con estatus de villa, capital del condado del mismo nombre.
Tiene 28 252 habitantes según el censo de 2009.
Se sitúa unos 15 km al suroeste de Mombasa, junto a la reserva nacional Shimba Hills y al santuario de elefantes de Mwaluganje.

## Demografía
Los 28 252 habitantes de la villa se reparten así en el censo de 2009:
- Población urbana: 6530 habitantes (3346 hombres y 3184 mujeres)
- Población periurbana: 13 350 habitantes (6328 hombres y 7022 mujeres)
- Población rural: 8372 habitantes (3997 hombres y 4375 mujeres)

## Transportes
Se sitúa sobre la carretera C106, una desviación de la carretera costera A14 que une Waa y Lunga Lunga pasando por el interior del condado. Al este, la C106 lleva a las costas próximas a Mombasa; al suroeste, recorre el interior del condado hasta la frontera con Tanzania.